# Johann Michael Sailer
Johann Michael Sailer (født 17. november 1751 i Aresing i Øvrebayern, død 20. maj 1832) var en tysk romersk-katolsk gejstlig.
Sailer hørte til Bayerns betydeligste kirkemænd i sin tid og udøvede både ved sit åndfulde forfatterskab og ved sin noble og elskværdige personlighed en indflydelse, som gik langt ud over landets grænser og også ud over den romersk-katolske kirkes grænser. Mænd som Diepenbrock, Jacobi, Schelling, Lavater og Steffens stod Sailer i nær berøring med. Sailer havde fået en omhyggelig uddannelse, og ikke på det teologiske område alene. I 1770 gik han ind i jesuiterordenen, men denne blev ophævet tre år efter. I 1775 blev han
præsteviet, og 1780 blev han professor ved universitetet i Ingolstadt, hvorfra han snart forflyttedes til Dillingen. Her virkede han til 1794, men blev så pludselig afskediget, fordi det hed sig, at han var tilhænger af Illuminatordenen og af en overspændt mystik. Dette var dog urigtigt, og 1799 blev han på ny professor, først i Ingolstadt og et år efter i Landshut. Sailer holdt forelæsninger over dogmatikken, og han stillede sig som den rådende rationalismes bestemte modstander uden dog samtidig at være ultrakonfessionel. Fra alle kanter samlede der sig studerende om ham, og han vakte opmærksomhed også hos de regerende, således at ærkesbispestolen i Köln blev ham tilbudt af det preussiske ministerium 1818. Han afslog imidlertid tilbuddet. I 1829 modtog han derimod kaldelsen til biskop i Regensburg, og her virkede han til sin død. Sailers samlede skrifter er udgivne i Sulzbach 1830 ff.